# Suckless.org
suckless.org é uma comunidade de software livre de programadores que trabalham em projetos com foco no minimalismo, simplicidade, clareza e frugalidade. O grupo desenvolveu os gerenciadores de janelas como dwm e wmii, o navegador surf, e outros programas que, segundo se diz, aderem estritamente à filosofia Unix de "fazer uma coisa e fazê-la bem".

## História
A comunidade suckless foi fundada por Anselm R. Garbe da Alemanha em 2002. O manifesto do suckless deplora a tendência comum para "software complexo, propenso a erros e lento [que] parece prevalecer na indústria de software atual", e argumenta que o desempenho de um programador não deve ser medido pelo número de linhas de código que eles escrevem.
Em outubro de 2006, Garbe registrou o domínio suckless.org para substituir 10kloc.org e wmii.de.
Em 2007, Garbe pediu a necessidade de um "Ubuntu para amante do plan 9 e hacker C" que vem com dwm/wmii e todas as ferramentas necessárias para desenvolver código C e sugeriu chamá-lo de 9ubuntu. Suckless posteriormente desenvolveu o stali (Linux estático), um sistema operacional com executáveis vinculados estaticamente que adere aos princípios do suckless.

## Projetos
- dwm — gerenciador de janelas
- dmenu — utilitário de menu acionado por teclado
- ii — cliente de IRC
- sbase - Utilitários principais do UNIX
- surf — navegador da web
- wmii — gerenciador de janelas
- st[desambiguação necessária] — emulador de terminal leve, habilitado para 256 cores (com suporte a cores de 24 bits)
- stali - distribuição Linux estática

## Conferências
A partir de 2013, a comunidade suckless.org organiza conferências anuais e encontros de hackathon com foco em tópicos técnicos e socialização com membros da comunidade, comumente chamados de "SLCon" (abreviação de "SuckLess Conference").